# Kompin Kemgumnird
Kompin Kemgumnird (en thaïlandais คมภิญญ์ เข็มกำเนิด) est un réalisateur thaïlandais de films d'animation et un animateur. Son premier long métrage est Khan Kluay en 2006. 

## Biographie
Kompin Kemgumnird naît dans la province de Surin, en Thaïlande, en 2508 dans le calendrier thaïlandais, c'est-à-dire en 1965 selon le calendrier grégorien. Il étudie la conception en communication visuelle (Visual Communication Design) à l'Université Silpakorn, puis l'animation à la California Institute of the Arts en Californie. En 1996, Kompin Kemgumnird est remarqué pour son travail par les studios Disney et reçoit un scholarship de la part de Disney, à la condition qu'il travaillera pour le studio après avoir obtenu son diplôme. Il travaille ainsi en tant qu'animateur au sein de Disney pendant deux ans et prend part à l'animation des longs métrages Tarzan (1999) et Atlantide, l'empire perdu (2001). Il travaille ensuite pour les Blue Sky Studios et contribue à animer L'Âge de glace (2002). Il revient ensuite en Thaïlande et intègre les studios de Kantana Group où il travaille à des séries télévisées d'animation comme Zon ou Naughty. Kompin Kemgumnird passe à la réalisation avec Khan Kluay qui est conçu au sein du studio d'animation Kantana et sort en 2006. Avec ce dessin animé, Kompin Kemgumnird fait partie des réalisateurs finalistes pour le prix du Meilleur réalisateur auprès de l'Association nationale thaïlandaise du film en 2006. En 2012, il réalise un deuxième dessin animé, Sam et les monstres de feu (Echo Planet), un long métrage en images de synthèse employant la technique du cinéma en relief 3D.

## Filmographie
- 2006 : Khan Kluay
- 2012 : Sam et les Monstres de feu (Echo Planet)